# 미션 (1986년 영화)
《미션》(영어: The Mission)은 1986년에 개봉된 영국의 역사 드라마 영화이다. 롤런드 조페이가 연출하고, 로버트 드니로, 제러미 아이언스 등이 출연하였다.
1986년 5월 16일 제39회 칸 영화제에서 전 세계 최초로 상영되었으며 황금종려상 수상작이다. 1987년 제59회 아카데미상에서 작품상, 감독상을 비롯해 7개 부문에 후보로 올라 그중 촬영상을 수상하였다. 2007년 4월에는 처치 타임스(Church Times)에서 선정한 최고의 종교 영화 50편 목록에서 1위로 선정되기도 하였다.
대한민국에서는 1986년 12월 24일에 호암아트홀과 서울극장에서 개봉하여 서울 53만명의 관객을 동원했고, 2008년 6월 20일에 재개봉되었다.

## 줄거리
1750년대에 예수회 소속 가브리엘 신부가 과라니 원주민들을 개종시키고자 하는 사명으로 파라과이 밀림 속에 들어간다. 선교 활동 중 과거의 죄를 참회하고 있으며 보속과 구원을 바라는, 개심한 노예상 로드리고 멘도사가 합류한다. 원주민들이 가톨릭교회에 입문하여 교인이 되어가는 가운데 마드리드 협약으로 땅이 재배분되면서 가브리엘이 선교를 펼치는 장소가 스페인에서 포르투갈로 넘어간다. 포르투갈 정부는 원주민들을 신자로 만드는 것에 관심이 없고 이들을 짐승 정도로 여기고 있으며, 그저 원주민들을 생포해 노예 무역을 통해 판매하기를 원한다. 파문을 각오한 멘도사와 가브리엘은 목숨을 걸고 이들의 선교 공동체를 지키기로 결심한다.

## 출연진
- 로버트 드니로 - 로드리고 멘도사 역
- 제러미 아이언스 - 가브리엘 신부 역
- 레이 매커낼리 - 알타미라노 추기경 역
- 에이든 퀸 - 펠리페 멘도사 역
- 셰리 렁기 - 카를로타 역
- 로널드 피컵 - 온타르 역
- 척 로 - 돈 카베사 역
  - 프레드 멜러메드 - 돈 카베사 역 (목소리, 크레디트 미기재)
- 리엄 니슨 - 존 필딩 신부 역
- 베르셀리오 모야 - 원주민 소년 역

## 우리말 녹음
| KBS 성우진 (1992년 3월 3일) - 양지운 - 멘도사(로버트 드니로) - 김세한 - 가브리엘(제러미 아이언스) - 임종국 - 알타미라노(레이 매커낼리) - 남궁윤 - 온타르(로널드 피컵) - 노민 - 카베사(척 로) - 이향숙 - 카를로타(셰리 렁기) - 오세홍 - 이호인 - 장승길 - 임성표 | SBS 성우진 (1997년 11월 16일) - 설영범 - 가브리엘(제러미 아이언스) - 양지운 - 멘도사(로버트 드니로) - 이호인 - 필딩(리엄 니슨) - 최흘 - 추기경(레이 매커낼리) - 장유진 - 카를로타(셰리 렁기) - 한상덕 - 카베사(척 로) - 김정호 - 온타르(로널드 피컵) - 최병상 - 펠리페(에이든 퀸) - 유영환 - 장교(라파엘 카메라노) - 김강산 - 이바예(모니라크 시소와트) - 안종익 - 병사(알라인 베세라 칼데론) | MBC 성우진 (2007년 2월 9일) - 박일 - 멘도사(로버트 드니로) - 신성호 - 가브리엘(제러미 아이언스) - 황일청 - 추기경(레이 매커낼리) - 이민하 - 카를로타(셰리 렁기) - 전국근 - 온타르(로널드 피컵) - 김명수 - 카베사(척 로) - 이우신 - 필딩(리엄 니슨) - 김두희 - 병사(알라인 베세라 칼데론) - 류승곤 - 펠리페(에이든 퀸) - 양준건 - 장교(라파엘 카메라노) - 유상우 - 하녀(마리아 테레사 리폴) |  |